# Хава Абдалла Мохаммед Салих
Хава Абдалла Мохаммед Салих (род. 1984, Судан, араб. حواء عبد الله محمد صالح‎) — суданская активистка. Она родилась в Северном Дарфуре, но была вынуждена уехать из-за боевых действий между правительственными войсками и дарфурскими повстанцами. Хава переехала в лагерь для перемещённых лиц Абу-Шук, где сотрудничала с должностными лицами Организации Объединённых Наций и американской неправительственной организацией International Rescue Committee, рассказывая об условиях жизни в лагере. За это она была трижды арестована и дважды похищена и задержана органами национальной безопасности, в том числе в 2011 году, когда её в течение двух месяцев удерживали, пытали и изнасиловали в государственной тюрьме в Хартуме.
Хаве пришлось бежать из Судана в 2011 году. Она получила убежище в США. Её интересы представляла на безвозмездной основе Мэри Гей Скэнлон, позже член Палаты представителей США от Пенсильвании.
В 2012 году Хава получила награду International Women of Courage.